# Szőke András (helytörténész)
Szőke András (Parajd, 1953. április 17.) erdélyi magyar helytörténész és néprajzkutató.

## Életútja, munkássága
Iskoláit Szovátán és Erdőszentgyörgyön végezte, majd Bukarestben szerzett könyvtáros szakképesítést (1985).
1976–77-ben könyvelő, 1979-től a szovátai művelődési központ könyvtárosa, 1984-től főkönyvtárosa, 2000-től irodavezető, majd a művelődési központ igazgatója.
Első írásait 1996-ban közölte. Helytörténeti és néprajzi tanulmányaiban Szováta 1848 előtti közoktatásával, a település fürdőéletével foglalkozott. Helytörténeti írásai jelentek meg A Maros megyei magyarság történetéből I. kötetében (Marosvásárhely, 1996) és a Szováta 1578–1989 c. kötetben (Székelyudvarhely 1998). A Szovátafürdő c. fürdőkalauz (Székelyudvarhely, 1996) és a Szováta fürdőélete (Székelyudvarhely, 2003) társszerzője.